# Dagblaðið
Dagblaðið (dt.: Das Tageblatt) ist der Name einer Online-Zeitung auf den Färöern. Daneben existierten in der Vergangenheit auch zwei gedruckte Tageszeitungen mit gleichem Namen.

## Geschichte
Das erste Dagblaðið erschien erstmals am 28. Juli 1934 und war zugleich die erste Tageszeitung der Färöer. Es war ein politisch unabhängiges Blatt mit aktueller Berichterstattung. Das Blatt erschien an sechs Tagen der Woche, wurde aber bereits am 1. September 1934 wieder eingestellt.
Im Jahr darauf, 1935, wurde die Partei „Vinnuflokkurin“ gegründet  und diese gab ihrer Parteizeitung ebenfalls den Namen „Dagblaðið“, was aber nicht bedeutete, dass es mehr als den Namen mit dem vorherigen Dagblaðið gemein hatte. Nachdem sich 1939 Vinnuflokkurin mit einem Teil der Selbstverwaltungspartei Sjálvstýrisflokkurin zusammengeschlossen hatte und damit die Volkspartei Fólkaflokkurin entstand, wurde das Dagblaðið zum Parteiorgan der Volkspartei.
Die konservative Tageszeitung, die sich energisch für die färöische Unabhängigkeit einsetzte, wurde von der Mitte 1940er Jahre bis Anfang der 1970er Jahre von den zwei gleichberechtigten Redakteuren Knút Wang und Maurentius Viðstein gemeinsam geleitet. Während Wang Mitglied des konservativen Fólkaflokkurin war, gehörte Viðstein dem sozialdemokratischen Javnaðarflokkurin an.
Nachdem Óli Breckmann 1975 die Redaktion übernommen hatte, wurde versucht, das Blatt zu modernisieren und mehr Gewicht auf die aktuelle Berichterstattung und wirtschaftliche Fragen zu legen und weniger die Verbindungen zur Partei zu betonen. 1977 war das Blatt die zweitgrößte Zeitung auf den Färöern geworden. Die Vorhaben ließen sich jedoch nicht einhalten und seit Ende der 70er Jahre vertrat Dagblaðið die Position des äußerten rechten Flügels in der färöischen Politik. Dagblaðið kam während der schweren Wirtschaftskrise Anfang der 1990er Jahre in finanzielle Schwierigkeiten und stellte 1994 sein Erscheinen ein. Ab 1997 kam das Blatt wieder für einige Jahre heraus, wiederum mit Óli Breckmann als Leiter, bis es dann am 1. Juli 2003 erneut eingestellt wurde. Die Auflage betrug zuletzt 1800 Druckexemplare.
Von Oktober 2015 bis Mitte 2016 gab es wieder das Dagblaðið, jedoch nur als Netzzeitung ohne gedruckte Ausgabe. Verantwortlich waren Jóhan Bech Húsgarð und Rói B. Poulsen, beide Mitglieder des Fólkaflokkurin. Die Online-Zeitung war wie ihre Vorgängerzeitung konservativ ausgerichtet.

## Chefredakteure
- 1935–1936: Ernst Sondum
- 1937–1942: Elias Johansen
- 1942–1946: Knút Wang
- 1946–1947: Poul Petersen
- 1946–1975 Knút Wang
- 1947–1971: M. S. Viðstein
- 1971–1975: Poul Petersen
- 1975–1991: Óli Breckmann
- 1998–2002: Óli Breckmann